# Duszniki (Grande-Pologne)
Pour les articles homonymes, voir Duszniki.
Duszniki (prononciation : [duʂˈniki]) est un village de Pologne, situé dans la voïvodie de Grande-Pologne. Elle est le chef-lieu de la gmina de Duszniki, dans le powiat de Szamotuły.
Il se situe à 21 kilomètres au sud-ouest de Szamotuły (siège du powiat) et à 36 kilomètres à l'ouest de Poznań (capitale régionale).

## Histoire
À partir de 1818, la ville appartient à l'arrondissement de Samter dans le grand-duché de Posen puis de la province de Posnanie.

## Voies de communications
La route voïvodale 306 (pl) (qui relie Nowe Dymaczewo à Lipnica) passe par le village.